# Super DX-Ball
Super DX-Ball är ett enspelarspel för PC av BlitWise Productions, som släpptes den 10 november 2004. Med likhet i stil med spel som Breakout och Arkanoid är spelet det senaste av två direkta uppföljare till originalet DX-Ball, det första är DX-Ball 2 av Longbow Digital Arts. Bland nya funktioner sedan originalet kan nämnas att Super DX-Ball introducerar raffinerad grafik, oregelbundet formade brickor, nivåsetsval, nivåval, svårighetsgradsval och spelmusik featuring originallåtar från DNA Groove.
Utvärderingsprogramsversionen innehåller sex olika nivåset: DX-Ball, Super Boards, Challenge (demo), Surprise (demo), Fun (demo) och Retro (demo), vilka totalt innehåller 77 nivåer. Spelet har också en hyllning till Megaball för Amiga, inklusive ett dolt nivåset (Mega Ball), som innehåller de 20 nivåerna från det ursprungliga spelet. Detta påskägg erhålls genom att klicka på kraftföremålet "Mega Ball" (Megaboll) på titelskärmen. Noterbart är att nivåsetet DX-Ball också utgör ett påskägg, före version 1.1, där det kan erhållas genom att klicka på den grå Amigabollen på titelskärmen.
Den fullständiga versionen av spelet, kallad Super DX-Ball Deluxe, innehåller totalt 230 nivår, där demonivåseten utökas till sin helhet med 30 nivåer för Challenge, Surprise och Fun samt 75 nivåer för Retro. Den versionen har även till stöd för ytterligare nivåsetsexpansion, av vilka två finns tillgängliga (juni 2012):
- Bonus Pack: 15 nya nivåer (gratis)
- Treasure Pack: 10 nya nivåer (gratis)

Trivialt, finns det ett hemligt meddelande kodat (via binär kod) i den slutliga nivån i Treasure Pack, som lyder "DX-Ball 1996 to 2006 and still the best ; )" (svenska: DX-Ball 1996 till 2006 och fortfarande bäst ; )).